# هنري دكتور جونيور
هنري دكتور جونيور (بالإنجليزية: Henry Doctor, Jr.)‏ هو ضابط أمريكي، ولد في 23 أغسطس 1932 في مقاطعة بيركلي في الولايات المتحدة، وتوفي في 7 ديسمبر 2007 في سنترفيل، فرجينيا في الولايات المتحدة.